# Pegalajar
Pegalajar – gmina w Hiszpanii, w prowincji Jaén, w Andaluzji, o powierzchni 79,95 km². W 2011 roku gmina liczyła 3093 mieszkańców.